# ادوین شرف
ادوین شَرف (آلمانی: Edwin Scharff; ۲۱ مارس ۱۸۸۷ – ۱۸ مهٔ ۱۹۵۵) مجسمه‌ساز اهل آلمان بود. وی در بازی‌های المپیک تابستانی ۱۹۲۸ به مدال برنز مجسمه‌سازی در بخش مسابقات هنری دست پیدا کرده‌است.